# Bashir Safaroglu
Bachir Safaroglu (en azéri Bəşir Səfəroğlu), né le 11 mars 1925 à Rustov, Quba, et mort le 23 mars 1969 à Bakou, est un acteur de théâtre et de cinéma azerbaïdjanais, Artiste du peuple de l'Azerbaïdjan.

## Biographie
Bachir Safar oghlu quitte l'école après la septième année en raison des difficultés dans sa famille. Dès l'âge de 14 ans, il fréquente le club de théâtre des chauffeurs[Quoi ?], joue de petits rôles dans des performances parodiques en un acte.
Il part pour le front à la fin de 1941, mais il est bientôt renvoyé des rangs des forces armées en raison d'une grave commotion cérébrale qu'il a subie dans l'une des batailles de 1942. À la suite de sa blessure, il perd la capacité de parler et commence à mal entendre. Pendant un certain temps, il travaille comme ouvrier et chauffeur de camion. Une rencontre fortuite avec le réalisateur Niyaz Sharifov, qui l'invite à regarder un spectacle, change sa vie. Il commence à fréquenter le théâtre, regarde de nouveaux spectacles. Au bout d'un moment, il est invité à rejoindre la troupe. La parole lui revient. 

### Carrière théâtrale
Au début de sa carrière, il joue dans les opérettes classiques d'Üzeyir Hacıbəyov et Zulfugar Hadjibeyov, dans les comédies musicales d'autres compositeurs et dramaturges, des rôles diversifiés, satiriques, humoristiques et comiques. 